# アイノモシリ一万年祭
アイノモシリ一万年祭（アイノモシリ一まんねんさい、アイヌ語：Aynomosir）は、毎年8月に北海道平取町旭で開催される祭りである。

## 概要
1989年より、平取町在住のアイヌ文化伝承者、アシリレラ（和名は山道康子）により始められた。
毎年、8月11日前後から7日程度にわたって実施される。
アシリレラの活動や主張に共感する者や、アイヌ文化に関心を持つ者など、全国から多数の参加者が集まることで有名な行事である。
平取町旭は、新冠御料牧場設置の際、現在の新冠町姉去（アネサル）から強制移住されたアイヌが住んだところで、その犠牲者の慰霊が目的の一つであり、初日と最終日にはアイヌ民族の伝統にのっとったカムイノミ（カムイへの祈り）を実施する。

## 名称について
「アイノモシリ」は「人間の大地」の意味。
「一万年」とは、一万年前は、アイヌも和人も区別なく、平和に暮らしていた時代であり、その原点に戻り、平和を祈ろうというアシリレラの考えに基づく。
この祭りの名前に冠せられている、アイノモシリは、開始当初より長年「アイヌモシリ」と称したが、人間の意味を持ち、民族の名称としても使われるこの言葉は、本来、アイノが正しく、アイヌは蔑称であるとするアシリレラの考えに基づき、2017年よりアイノモシリに変更した。
常連の参加者、関係者の間では、単に「アイノ（アイヌ）モシリ」「モシリ」「万年祭」などと呼び習わされている。

## 内容
先述の通り、初日と最終日にアイヌ式のカムイノミ（儀式）が行われる。会場内には、いろりが設けられ、そこで儀式が行われるが、開催中はつねに火を焚き続けることとなっている。
その他、公式行事として、毎日さまざまなイベントが企画される。アイヌ舞踊や世界のさまざまな音楽・舞踊の披露がステージで行われるほか、飛び入りの参加者による楽器の演奏・舞踊の即興ライブがステージもしくは会場内の広場や通路で即興的に行われる。野外フェスやレイブに近い雰囲気も持つ。
また、パン食い競争や綱引き、駆けっこをはじめとするなどの競技を含む運動会やムックリ大会などのイベントが随時行われる。
ファイヤーダンスなどのパフォーマンスもよく会場内で行われる。
期間中、各参加者はそれぞれの都合で好きな時に会場に入り、帰ることができる。
参加費は、2023年時点では、参加日数に関わりなく、2,000円（平取町民・アイヌウタリ（同胞）は無料）となっている。

## 会場
平取町旭地区の田園地帯の一角で毎年開催される。近隣に人家は少ない。
会場には、フリーマーケットのような形でさまざまな出店が立ち並び、飲食物や物品を販売している。
バラック様の手作りの簡易トイレしかなく、水道も電気もないので、一般的なイベント会場のような利便性はない。入浴施設も存在しない。
宿泊施設はなく、泊まりの参加者はそれぞれテントや寝袋を持ち寄り、そこに寝泊まりし、自由に出たり入ったりできるようになっている。駐車場での車中泊も可能。キャンピングカーで参加する参加者も多くいる。
会場まで公共交通機関で移動することは不可能で、札幌から二風谷地区までは公共バスで移動することが可能。
自家用車・バイク、またはレンタカーで移動することができる参加者以外は、ヒッチハイクで移動したり、祭りのスタッフがアシリレラの自宅がある二風谷地区から送迎することもある。
ペットの持ち込みも自由である。